# 1233
Il 1233 (MCCXXXIII in numeri romani) è un anno  del XIII secolo.

## Eventi
- Fondazione dell'Ordine dei Serviti o Servi di Maria

## Nati
- 9 luglio - Rosa da Viterbo, religiosa e santa italiana († 1251)
- 15 agosto - Filippo Benizi, presbitero italiano († 1285)
- Arakhan, militare e politico mongolo († 1281)
- Jacopo Doria, nobile
- Pietro de' Crescenzi, scrittore e agronomo italiano († 1320)
- Violante di Svevia, principessa italiana († 1264)
- Alice di Borgogna, francese († 1273)
- Sancho di Castiglia, arcivescovo cattolico spagnolo († 1261)
- Ibn al-Quff, medico arabo († 1286)

## Morti
- 6 gennaio - Matilda di Chester, nobildonna britannica (n. 1171)
- 1º marzo - Tommaso I di Savoia, conte (n. 1178)
- 26 luglio - Ferdinando del Portogallo, conte (n. 1188)
- 26 luglio - Vilbrando di Oldenburg, vescovo cattolico tedesco
- 30 luglio - Corrado di Marburgo, presbitero e teologo tedesco
- 8 ottobre - Ugo Canefri, nobile italiano (n. 1148)
- 22 ottobre - Fujiwara no Shunshi, imperatrice giapponese (n. 1219)
- 22 novembre - Elena di Danimarca, principessa danese
- Alice di Monferrato, nobile italiana
- Giovanni Apocauco, vescovo ortodosso bizantino
- Ali Ibn al-Athir, storico curdo (n. 1160)
- Boemondo IV d'Antiochia, nobile (n. 1172)
- Bertran de Born lo Filhs, trovatore francese
- Cristiano II di Oldenburg, nobile tedesco
- Freidank, poeta tedesco
- Iolanda di Courtenay, regina (n. 1197)
- Oldrado da Tresseno, politico italiano
- Pellegrino da Falerone, religioso italiano
- Gabriele III da Camino, nobiluomo e politico italiano
- Simon de Maugastel, patriarca cattolico e politico francese
- Benedetta di Cagliari, nobile italiana (n. 1194)

## Calendario
| Calendario 1233 | Calendario 1233 | Calendario 1233 | Calendario 1233 | Calendario 1233 | Calendario 1233 | Calendario 1233 | Calendario 1233 | Calendario 1233 | Calendario 1233 | Calendario 1233 | Calendario 1233 | Calendario 1233 | Calendario 1233 | Calendario 1233 | Calendario 1233 | Calendario 1233 | Calendario 1233 | Calendario 1233 | Calendario 1233 | Calendario 1233 | Calendario 1233 | Calendario 1233 | Calendario 1233 | Calendario 1233 | Calendario 1233 | Calendario 1233 | Calendario 1233 | Calendario 1233 | Calendario 1233 | Calendario 1233 | Calendario 1233 | Calendario 1233 |
| --------------- | --------------- | --------------- | --------------- | --------------- | --------------- | --------------- | --------------- | --------------- | --------------- | --------------- | --------------- | --------------- | --------------- | --------------- | --------------- | --------------- | --------------- | --------------- | --------------- | --------------- | --------------- | --------------- | --------------- | --------------- | --------------- | --------------- | --------------- | --------------- | --------------- | --------------- | --------------- | --------------- |
|                 | 1               | 2               | 3               | 4               | 5               | 6               | 7               | 8               | 9               | 10              | 11              | 12              | 13              | 14              | 15              | 16              | 17              | 18              | 19              | 20              | 21              | 22              | 23              | 24              | 25              | 26              | 27              | 28              | 29              | 30              | 31              |                 |
| Gennaio         | Sa              | Do              | Lu              | Ma              | Me              | Gi              | Ve              | Sa              | Do              | Lu              | Ma              | Me              | Gi              | Ve              | Sa              | Do              | Lu              | Ma              | Me              | Gi              | Ve              | Sa              | Do              | Lu              | Ma              | Me              | Gi              | Ve              | Sa              | Do              | Lu              |                 |
| Febbraio        | Ma              | Me              | Gi              | Ve              | Sa              | Do              | Lu              | Ma              | Me              | Gi              | Ve              | Sa              | Do              | Lu              | Ma              | Me              | Gi              | Ve              | Sa              | Do              | Lu              | Ma              | Me              | Gi              | Ve              | Sa              | Do              | Lu              |                 |                 |                 |                 |
| Marzo           | Ma              | Me              | Gi              | Ve              | Sa              | Do              | Lu              | Ma              | Me              | Gi              | Ve              | Sa              | Do              | Lu              | Ma              | Me              | Gi              | Ve              | Sa              | Do              | Lu              | Ma              | Me              | Gi              | Ve              | Sa              | Do              | Lu              | Ma              | Me              | Gi              |                 |
| Aprile          | Ve              | Sa              | Do              | Lu              | Ma              | Me              | Gi              | Ve              | Sa              | Do              | Lu              | Ma              | Me              | Gi              | Ve              | Sa              | Do              | Lu              | Ma              | Me              | Gi              | Ve              | Sa              | Do              | Lu              | Ma              | Me              | Gi              | Ve              | Sa              |                 |                 |
| Maggio          | Do              | Lu              | Ma              | Me              | Gi              | Ve              | Sa              | Do              | Lu              | Ma              | Me              | Gi              | Ve              | Sa              | Do              | Lu              | Ma              | Me              | Gi              | Ve              | Sa              | Do              | Lu              | Ma              | Me              | Gi              | Ve              | Sa              | Do              | Lu              | Ma              |                 |
| Giugno          | Me              | Gi              | Ve              | Sa              | Do              | Lu              | Ma              | Me              | Gi              | Ve              | Sa              | Do              | Lu              | Ma              | Me              | Gi              | Ve              | Sa              | Do              | Lu              | Ma              | Me              | Gi              | Ve              | Sa              | Do              | Lu              | Ma              | Me              | Gi              |                 |                 |
| Luglio          | Ve              | Sa              | Do              | Lu              | Ma              | Me              | Gi              | Ve              | Sa              | Do              | Lu              | Ma              | Me              | Gi              | Ve              | Sa              | Do              | Lu              | Ma              | Me              | Gi              | Ve              | Sa              | Do              | Lu              | Ma              | Me              | Gi              | Ve              | Sa              | Do              |                 |
| Agosto          | Lu              | Ma              | Me              | Gi              | Ve              | Sa              | Do              | Lu              | Ma              | Me              | Gi              | Ve              | Sa              | Do              | Lu              | Ma              | Me              | Gi              | Ve              | Sa              | Do              | Lu              | Ma              | Me              | Gi              | Ve              | Sa              | Do              | Lu              | Ma              | Me              |                 |
| Settembre       | Gi              | Ve              | Sa              | Do              | Lu              | Ma              | Me              | Gi              | Ve              | Sa              | Do              | Lu              | Ma              | Me              | Gi              | Ve              | Sa              | Do              | Lu              | Ma              | Me              | Gi              | Ve              | Sa              | Do              | Lu              | Ma              | Me              | Gi              | Ve              |                 |                 |
| Ottobre         | Sa              | Do              | Lu              | Ma              | Me              | Gi              | Ve              | Sa              | Do              | Lu              | Ma              | Me              | Gi              | Ve              | Sa              | Do              | Lu              | Ma              | Me              | Gi              | Ve              | Sa              | Do              | Lu              | Ma              | Me              | Gi              | Ve              | Sa              | Do              | Lu              |                 |
| Novembre        | Ma              | Me              | Gi              | Ve              | Sa              | Do              | Lu              | Ma              | Me              | Gi              | Ve              | Sa              | Do              | Lu              | Ma              | Me              | Gi              | Ve              | Sa              | Do              | Lu              | Ma              | Me              | Gi              | Ve              | Sa              | Do              | Lu              | Ma              | Me              |                 |                 |
| Dicembre        | Gi              | Ve              | Sa              | Do              | Lu              | Ma              | Me              | Gi              | Ve              | Sa              | Do              | Lu              | Ma              | Me              | Gi              | Ve              | Sa              | Do              | Lu              | Ma              | Me              | Gi              | Ve              | Sa              | Do              | Lu              | Ma              | Me              | Gi              | Ve              | Sa              |                 |